# Киршбаум, Шарлотте фон
Шарлотте Эмилие Генриетте Ойгение фон Киршбаум (нем. Charlotte Emilie Henriette Eugenie von Kirschbaum) (25 июня 1899 года, Ингольштадт, Германия — 24 июля 1975 года, Риэн, Швейцария) — немецкий теолог, ученица и сотрудница Карла Барта.

## Биография
Шарлотте была дочерью генерал-майора Максимилиана форн Киршбаума и его жены Генриетте, урождённой баронессы фон Брюк. Так как мать больше занималась двумя сыновьями, то в воспитании девушки активную роль играл отец, который рано заметил таланты своей дочери. В 1916 году генерал погиб во время боевых действий во Франции, что привело к материальным трудностям для его семьи. Тогда Шарлотта поступила на курсы медсестёр в Мюнхене. Здесь она встретилась со студенческим пастором Георгом Мерцом, от которого узнала о существовании диалектической теологии и её наиболее выдающемся представителе Карле Барте. В 1925 году они познакомились лично. В том же году она прошла обучение в социальной женской школе в Берлине, где получила специальность секретаря. Это позволило Шарлотте заняться редактированием книг и публикаций Барта.
В 1929 году по приглашению Карла и его жены Нелли, она переехала к ним в Мюнстер. За этим последовал период более, чем 35-летний период совместного проживания. В свою очередь это привело к напряжённости в отношениях между Карлом и его женой, чуть было не закончившихся разводом. В конце концов Барт решил сохранить свой брак, а Шарлотта занималась преимущественно секретарской деятельностью, оказывая огромную помощь в научных работах своего патрона. В 1935 году, когда Барт был вынужден уехать в Базель, Киршбаум последовала за ним. Вместе они оказывали посильную помощь немецкому Сопротивлению.
В 1949 году она опубликовала собственную теологическую работу — «Настоящая женщина» (нем. Die wirkliche Frau), посвящённую роли женщины в церкви. В начале 60-х годов Шарлота начала страдать от церебральных расстройств, что вынудило её в 1966 году переехать в дом престарелых в Риене. Здесь она скончалась в 1975 году. Похоронена в одной могиле с Бартом и его женой.

## Труды
- The Question of Woman: The Collected Writings of Charlotte Von Kirschbaum, Eerdmans Publishing Company (1996), ISBN 0-8028-4142-2